# Yasmin Cosmann
Yasmin Cosmann (Seara, 24 de julio de 2001) es una futbolista profesional brasileña que juega como defensora central en el Fluminense Football Club.

## Carrera
Cosmann inició su carrera profesional en 2018 en el club Associação Chapecoense de Futebol. En 2021 se convirtió en refuerzo de Associação Ferroviária de Esportes, a donde llegó proveniente de Grêmio Foot-Ball Porto Alegrense. Representó a la Selección Sub-17 de su país en la Copa Mundial Femenina de Fútbol Sub-17 de 2018 realizada en Uruguay y ganó el Campeonato Sudamericano Femenino Sub-17 de 2018 en San Juan, Argentina. En marzo de 2021 ganó la Copa Libertadores Femenina 2020 con Ferroviária.
En enero de 2023 fue anunciada como nuevo refuerzo del Fluminense Football Club.

## Clubes
- 2018 - 2019 - Associação Chapecoense de Futebol
- 2020 - Grêmio Foot-Ball Porto Alegrense
- 2021 - 2022 - Associação Ferroviária de Esportes
- 2023 - Fluminense Football Club

## Palmarés

### Associação Ferroviária de Esportes
- 2021 - Copa Libertadores Femenina 2020